# Dasyrhicnoessa clandestina
Dasyrhicnoessa clandestina är en tvåvingeart som beskrevs av Lorenzo Munari 2002. Dasyrhicnoessa clandestina ingår i släktet Dasyrhicnoessa och familjen Canacidae.
Artens utbredningsområde är Fiji. Inga underarter finns listade i Catalogue of Life.